# Andy Clement
Andrew David Clement, più conosciuto con il diminutivo Andy Clement (Cardiff, 12 novembre 1967) è un allenatore di calcio ed ex calciatore gallese, di ruolo difensore.

## Caratteristiche tecniche
Era un terzino sinistro.

## Carriera

### Giocatore
Nella stagione 1986-1987 gioca 4 partite nella prima divisione inglese con il Wimbledon FC per poi passare in prestito ai Bristol Rovers, club di terza divisione, con cui gioca 6 partite; l'anno seguente dopo un periodo in prestito (5 presenze ed una rete) in quarta divisione al Newport County torna ai Dons, con cui gioca 11 partite in prima divisione e vince la FA Cup. Rimane in squadra anche nella stagione 1988-1989, nella quale gioca altre 11 partite in prima divisione, scendendo in campo anche nel Charity Shield, perso per 2-1 contro il Liverpool. Nell'estate del 1989 lascia il club e passa ai semiprofessionisti del Woking, in Isthmian League (sesta divisione); dopo una stagione torna a giocare nei professionisti, accasandosi al Plymouth, con la cui maglia gioca 2 campionati consecutivi in quarta divisione, per complessive 42 presenze. Torna quindi al Woking, nel frattempo promosso in Football Conference (quinta divisione e più alto livello calcistico inglese al di fuori della Football League), categoria in cui nell'arco di 2 stagioni mette a segno 5 reti in 56 presenze, vincendo anche un FA Trophy nella stagione 1993-1994. Nell'estate del 1994 si trasferisce allo Slough Town, in Isthmian League: nella sua prima stagione conquista una promozione in Football Conference, categoria in cui gioca nelle 2 stagioni successive (l'ultima delle quali conclusa giocando per alcuni mesi nello Yeovil Town).

### Allenatore
Ha allenato per alcuni anni in vari club semiprofessionistici inglesi.

## Palmarès

### Giocatore

#### Competizioni nazionali
- Coppa d'Inghilterra: 1

Wimbledon: 1987-1988
- FA Trophy: 1

Woking: 1993-1994

#### Competizioni regionali
- Surrey Senior Cup: 1

Woking: 1993-1994